# بارنيفلد (ويسكونسن)
بارنيفلد (بالإنجليزية: Barneveld, Wisconsin)‏ هي قرية تقع في الولايات المتحدة في مقاطعة آيوا (ويسكونسن). يقدر عدد سكانها بـ 1,231 نسمة ومساحتها 5.02 كم2وترتفع عن سطح البحر 374 متر.

## التركيبة السكانية
قام مكتب تعداد الولايات المتحدة بتحديد بيانات التركيبة السكانية لبارنيفلد في تعداد الولايات المتحدة. في ما يلي، التركيبة السكانية حسب تعدادي 2000 و2010.

### تعداد عام 2000
بلغ عدد سكان بارنيفلد 1,088 نسمة بحسب تعداد عام 2000، وبلغ عدد الأسر 396 أسرة وعدد العائلات 298 عائلة مقيمة في القرية. في حين سجلت الكثافة السكانية 805.7 نسمة لكل ميل مربع (311.1/كم2). وبلغ عدد الوحدات السكنية 400 وحدة بمتوسط كثافة قدره 296.2 نسمة لكل ميل مربع (114.4/كم2).
وتوزع التركيب العرقي للقرية بنسبة 98.71% من البيض و 0.37% من الأمريكيين الأصليين و 0.09% من الأمريكيين ذوي الأصول الآسيوية و 0.28% من الأمريكيين الأفارقة و 0.55% من عرقين مختلطين أو أكثر.
بلغ عدد الأسر 396 أسرة كانت نسبة 43.2% منها لديها أطفال تحت سن الثامنة عشر تعيش معهم، وبلغت نسبة الأزواج القاطنين مع بعضهم البعض 60.4% من أصل المجموع الكلي للأسر، ونسبة 8.8% من الأسر كان لديها معيلات من الإناث دون وجود شريك، وكانت نسبة 24.7% من غير العائلات.
بلغ العمر الوسطي للسكان 32 عاماً. وكانت نسبة 30.7% من القاطنين تحت سن الثامنة عشر، وكانت نسبة 6.4% بين الثامنة عشر والأربعة وعشرون عاماً، ونسبة 39.8% كانت واقعةً في الفئة العمرية ما بين الخامسة والعشرون حتى والأربعة وأربعون عاماً، ونسبة 14.4% كانت ما بين الخامسة والأربعون حتى الرابعة والستون، ونسبة 8.6% كانت ضمن فئة الخامسة والستون عاماً فما فوق.
بلغ متوسط دخل الأسرة في القرية 56,000 دولار، أما متوسط دخل العائلة فبلغ 58,393 دولار. وسجل دخل الفرد الخاص بالقرية 22,009 دولار. وكانت نسبة 4.7% من العائلات ونسبة 7.5% من السكان تحت خط الفقر،

### تعداد عام 2010
بلغ عدد سكان بارنيفلد 1,231 نسمة بحسب تعداد عام 2010، وبلغ عدد الأسر 457 أسرة وعدد العائلات 331 عائلة مقيمة في القرية. في حين سجلت الكثافة السكانية 634.5 نسمة لكل ميل مربع (245.0/كم2). وبلغ عدد الوحدات السكنية 477 وحدة بمتوسط كثافة قدره 245.9 لكل ميل مربع (94.9/كم2).
وتوزع التركيب العرقي للقرية بنسبة 98.2% من البيض و 0.1% من الأمريكيين الأصليين و 0.2% من الأمريكيين ذوي الأصول الآسيوية و 0.1% من سكان جزر المحيط الهادئ و 0.7% من الأمريكيين الأفارقة و 0.7% من عرقين مختلطين أو أكثر.
بلغ عدد الأسر 457 أسرة كانت نسبة 43.1% منها لديها أطفال تحت سن الثامنة عشر تعيش معهم، وبلغت نسبة الأزواج القاطنين مع بعضهم البعض 60.2% من أصل المجموع الكلي للأسر، ونسبة 9.2% من الأسر كان لديها معيلات من الإناث دون وجود شريك، بينما كانت نسبة 3.1% من الأسر لديها معيلون من الذكور دون وجود شريكة وكانت نسبة 27.6% من غير العائلات. وبلغ متوسط حجم الأسرة المعيشية 3.16، أما متوسط حجم العائلات فبلغ 2.67.
بلغ العمر الوسطي للسكان 32.4 عاماً. وكانت نسبة 30.5% من القاطنين تحت سن الثامنة عشر، وكانت نسبة 5.5% بين الثامنة عشر والأربعة وعشرون عاماً، ونسبة 34.2% كانت واقعةً في الفئة العمرية ما بين الخامسة والعشرون حتى والأربعة وأربعون عاماً، ونسبة 21.5% كانت ما بين الخامسة والأربعون حتى الرابعة والستون، ونسبة 8.2% كانت ضمن فئة الخامسة والستون عاماً فما فوق. وتوزع التركيب الجنسي للسكان بنسبة 49.1% ذكور و50.9% إناث.